# Região Geográfica Imediata de Andradina
A Região Geográfica Imediata de Andradina é uma das 53 regiões imediatas do estado brasileiro de São Paulo, uma das três regiões imediatas que compõem a Região Geográfica Intermediária de Araçatuba e uma das 509 regiões imediatas no Brasil, criadas pelo IBGE em 2017.
É composta por 11 municípios, tendo uma população estimada pelo IBGE para 1.º de julho de 2017, de 199 712 habitantes e uma área total de 7 093,297 km².

## Municípios
Fonte: IBGE – Cidades
| Município          | População Estimada (2017) | Área (km²) |
| ------------------ | ------------------------- | ---------- |
| Andradina          | 57 350                    | 964.226    |
| Castilho           | 20 362                    | 1065.318   |
| Guaraçaí           | 8 466                     | 569.197    |
| Ilha Solteira      | 26 540                    | 652.641    |
| Itapura            | 4 802                     | 301.653    |
| Lavínia            | 11 156                    | 537.675    |
| Mirandópolis       | 29 315                    | 917.694    |
| Murutinga do Sul   | 4 453                     | 250.873    |
| Nova Independência | 3 745                     | 265.029    |
| Pereira Barreto    | 25 790                    | 974.247    |
| Sud Mennucci       | 7 733                     | 594.744    |
| Total              | 199 712                   | 964,226    |